# Lee You-jung
Dans ce nom coréen, le nom de famille, Lee, précède le nom personnel.
Lee You-jung (이유정) est un manhwaga né en 1972.